# Lê Kính Tông
Lê Kính Tông (chinesisch 黎敬宗, Pinyin Lí Jìngzōng, * 1588; † 1619), auch bekannt als Lê Duy Tân (chinesisch 黎維新, Pinyin Lí Wéixīn) war der Herrscher von Vietnam von 1599 bis 1619. Er war ein Marionettenkönig unter Lord Trịnh. Trịnh Tùng hatte die komplette Macht über die Armee und die Politik. 1619 verbündete sich Kính Tông mit Trịnh Xuân, um Trịnh Tùng zu entmachten. Der Putsch schlug fehl und der König wurde hingerichtet.